# Schweizer Fernschachvereinigung
Die Schweizer Fernschachvereinigung (SFSV) (frz.: Association Suisse des Echecs par Correspondance (ASEC); it.: Associazione Svizzera Scacci per Corrispondenza) ist ein Verein im Sinne von Art. 60ff. ZGB mit Sitz am Wohnort des jeweiligen Präsidenten.
Sie wurde am 2. November 1985 in Bern gegründet. Sie organisiert den Fernschachbetrieb in der Schweiz und veranstaltet internationale Fernturniere. Präsident ist Ulrich Baumgartner (Flawil). Zum ersten Vorstand gehörten Horst Baer, Sergio Cavadini, Martin Christoffel, J.A.Cornu, Ernst Eichhorn und Monika Streuli.
Viermal jährlich gibt der Verein eine Zeitschrift heraus. Diese hieß zunächst Bulletin, 1995 wurde sie umbenannt in Fernschach Echo. Im Jahre 2001 wurde das Verbandsorgan als Printmedium eingestellt und der Inhalt online gestellt.
Vor 1985 gab es innerhalb des Schweizerischen Schachbundes eine Fernschachkommission, welche Fernturniere organisierte. Auch der Schweizerische Arbeiterschachbund SASB veranstaltete vor 1985 Fernturniere. Das erste Schweizer Fernturnier begann am 1. Dezember 1901.

## Wichtige Persönlichkeiten

### Georg Walker
Der Gründungspräsident Walker (* 28. Mai 1934) begann 1974 aktiv mit dem Fernschach. 1986 qualifizierte er sich für die Meisterklasse. Bei der 11.Schweizer Fernschachmeisterschaft wurde er Zweiter, 2004 belegte er bei der 18.FSM Platz 6. 1996 ernannte ihn der Weltfernschachverband ICCF zum Internationalen Meister, 1999 zum Verdienten Internationalen Fernschachmeister (SIM). Seine ICCF-Wertungszahl beträgt 2330 (April 2005). Walker ist verheiratet mit Christine.
Seit 2009 ist G.Walker Ehrenpräsident der Schweizer Fernschachvereinigung SFSV. Auf ihn folgte Ueli Baumgartner als Präsident.

### Horst Baer
Horst Baer (* 31. Januar 1921, † 22. Oktober 2008) hielt seit 1973 Kontakt zum ICCF. 1985 gehörte er zu den Gründern der Schweizer Fernschachvereinigung. Bis Mai 1990 fungierte er als Turnierleiter, danach wurde er von Toni Preziuso abgelöst. Er war Redakteur und Verleger der schweizerischen Fernschachzeitschrift Bulletin, die er erstmals im November 1985 herausgab. Seit 1962 spielte er aktiv Fernschach. Seine Wertungszahl betrug 2291 (Oktober 2001).